# Grand Prix automobile de Belgique 2025
GP précédent GP suivant
Le Grand Prix automobile de Belgique 2025 (Formula 1 Moët & Chandon Belgian Grand Prix 2025), disputé le 27 juillet 2025 sur le circuit de Spa-Francorchamps, est la 1138e épreuve du championnat du monde de Formule 1 courue depuis 1950. Il s'agit de la 80e édition du Grand Prix de Belgique, la soixante-neuvième comptant pour le championnat du monde de Formule 1 et la treizième  manche du championnat 2025.
Meilleur temps des qualifications du sprint, Oscar Piastri subit au départ de la course courte du samedi, le sort de nombreux pilotes partis en tête à Spa Francorchamps : son suivant immédiat, Max Verstappen, prend son aspiration dans le Raidillon de l'Eau Rouge puis dans la ligne droite de Kemmel et le dépasse au freinage des Combes. Installé aux commandes, il passe les quinze tours en tête et prend les huit points de la victoire sans que Piastri, toujours proche, n'ait rien pu faire ; il s'agit de la douzième victoire en sprint du Néerlandais en vingt courses disputées sous ce format. Norris, dépassé par l'extérieur aux Combes par Charles Leclerc, reprend la troisième place après quatre tours. Esteban Ocon, cinquième des qualifications, termine à la même place ; suivent dans les points Carlos Sainz, Oliver Bearman et Isack Hadjar. 
Les qualifications du Grand Prix se résument à une explication entre les pilotes McLaren, dont Norris sort gagnant pour 85 millièmes de seconde ; il obtient sa quatrième pole position de la saison et la treizième de sa carrière. Les McLaren verrouillent la première ligne pour la troisième fois de la saison. Leclerc, troisième, devance Verstappen en deuxième ligne. Alexander Albon, en verve au volant de sa Williams, se hisse en troisième ligne, devant George Russell. Yuki Tsunoda retrouve, enfin, la Q3 et se qualifie septième, suivi d'Isack Hadjar. La cinquième ligne est composée par Liam Lawson et Gabriel Bortoleto.
Le « Rendez-vous au cinquième virage » du Grand Prix de Belgique se vérifie à nouveau lors du départ lancé de la course, en pneus intermédiaires, sur une piste détrempée après quatre tours derrière la voiture de sécurité. Dans les projections d'eau, Oscar Piastri se colle dans l'aspiration de la voiture de son coéquipier poleman en montant le raidillon puis déboîte au bout de la ligne droite de Kemmel pour ressortir en tête des Combes ; il a, dès lors, course gagnée pour peu qu'il ne fasse aucune erreur, ce qu'il accomplit pour la sixième fois de la saison, alors que Norris commet quelques fautes de trajectoire qui le condamnent à assurer le troisième doublé consécutif des McLaren. À bonne distance, Charles Leclerc résiste tout du long à Max Verstappen pour obtenir son cinquième podium de l'année.     
Lewis Hamilton est le grand animateur d'une course, lancée avec 1 h 20 de retard en raison d'une grosse averse, commencée sur le mouillé, poursuivie sur le sec et avare en actions. Parti de la voie des stands, il gagne onze places en commençant par multiplier les dépassements sur piste détrempée puis en étant le premier à troquer les gommes sculptées pour des medium au onzième tour, gagnant à nouveau plusieurs rangs pour prendre la septième place finale ; il est élu « pilote du jour ». George Russell prend rapidement le meilleur sur Alexander Albon afin de se classer cinquième ; le Thaïlandais suit en ne laissant pas Hamilton s'approcher de sa Williams. Liam Lawson profite de sa bonne qualification qui l'emmène en huitième position sous le drapeau à damier alors qu'Isack Hadjar, devant lui sur la grille, s'arrête trop tard pour chausser les pneus lisses et est victime d'ennuis techniques qui le plongent dans les tréfonds du classement. Parvenu lui aussi en Q3, Gabriel Bortoleto prend les deux points de la neuvième place tandis qu'une bonne stratégie et un pilotage solide permettent à Pierre Gasly, parti treizième, de s'adjuger le point restant.
En tête du championnat, l'avance d'Oscar Piastri (266 points) passe à seize points sur Lando Norris (250 points) tandis que Max Verstappen (185 points) est repoussé à quatre-vingt-un points. George Russell (157 points) est toujours quatrième devant Charles Leclerc (139 points), Lewis Hamilton (109 points), Andrea Kimi Antonelli (resté à 63 points), Alexander Albon (54 points) et Nico Hülkenberg (37 points). Au championnat des constructeurs, McLaren (516 points) possède plus du double de points de Ferrari (248 points) ; suivent Mercedes (220 points) et Red Bull (192 points). Encore plus loin, Williams (70 points), cinquième, devance Kick Sauber (41 points), Racing Bulls (41 points), Aston Martin (36 points) désormais talonnée par  Haas (35 points). Alpine ferme la marche avec 20 points.

## Pneus disponibles
| Pneus pour piste sèche | Pneus pour piste sèche | Pneus pour piste sèche | Pneus pluie    | Pneus pluie |
| ---------------------- | ---------------------- | ---------------------- | -------------- | ----------- |
| Durs (Type C1)         | Medium (Type C3)       | Tendres (Type C4)      | Intermédiaires | Pluie       |

## Essais libres et qualifications sprint

### Première séance, le vendredi de 12 h 30 à 13 h 30
| Pos. | Pilote                | Voiture             | Chrono         | Écart     |
| ---- | --------------------- | ------------------- | -------------- | --------- |
| 1    | Oscar Piastri         | McLaren-Mercedes    | 1 min 42 s 022 |           |
| 2    | Max Verstappen        | Red Bull-Honda RBPT | 1 min 42 s 426 | + 0 s 404 |
| 3    | Lando Norris          | McLaren-Mercedes    | 1 min 42 s 526 | + 0 s 504 |
| 4    | George Russell        | Mercedes            | 1 min 42 s 598 | + 0 s 576 |
| 5    | Charles Leclerc       | Ferrari             | 1 min 42 s 928 | + 0 s 906 |
| 6    | Andrea Kimi Antonelli | Mercedes            | 1 min 42 s 979 | + 0 s 957 |

### Qualifications sprint, le vendredi de 16 h 30 à 17 h 14
| Pos. | Pilote                | Écurie                  | SQ1 (12 min)   | SQ2 (10 min)   | SQ3 (8 min)    |
| ---- | --------------------- | ----------------------- | -------------- | -------------- | -------------- |
| 1    | Oscar Piastri         | McLaren-Mercedes        | 1 min 41 s 769 | 1 min 42 s 128 | 1 min 40 s 510 |
| 2    | Max Verstappen        | Red Bull-Honda RBPT     | 1 min 42 s 043 | 1 min 41 s 583 | 1 min 40 s 987 |
| 3    | Lando Norris          | McLaren-Mercedes        | 1 min 42 s 068 | 1 min 41 s 412 | 1 min 41 s 128 |
| 4    | Charles Leclerc       | Ferrari                 | 1 min 42 s 763 | 1 min 41 s 786 | 1 min 41 s 278 |
| 5    | Esteban Ocon          | Haas-Ferrari            | 1 min 42 s 822 | 1 min 41 s 801 | 1 min 41 s 565 |
| 6    | Carlos Sainz          | Williams-Mercedes       | 1 min 42 s 776 | 1 min 42 s 051 | 1 min 41 s 761 |
| 7    | Oliver Bearman        | Haas-Ferrari            | 1 min 43 s 024 | 1 min 42 s 019 | 1 min 41 s 857 |
| 8    | Pierre Gasly          | Alpine-Renault          | 1 min 43 s 171 | 1 min 41 s 949 | 1 min 41 s 959 |
| 9    | Isack Hadjar          | Racing Bulls-Honda RBPT | 1 min 42 s 711 | 1 min 42 s 088 | 1 min 41 s 971 |
| 10   | Gabriel Bortoleto     | Kick Sauber-Ferrari     | 1 min 42 s 806 | 1 min 41 s 901 | 1 min 42 s 176 |
| 11   | Liam Lawson           | Racing Bulls-Honda RBPT | 1 min 42 s 897 | 1 min 42 s 169 |                |
| 12   | Yuki Tsunoda          | Red Bull-Honda RBPT     | 1 min 42 s 912 | 1 min 42 s 184 |                |
| 13   | George Russell        | Mercedes                | 1 min 42 s 650 | 1 min 42 s 330 |                |
| 14   | Fernando Alonso       | Aston Martin-Mercedes   | 1 min 42 s 427 | 1 min 42 s 453 |                |
| 15   | Lance Stroll          | Aston Martin-Mercedes   | 1 min 42 s 736 | 1 min 42 s 832 |                |
| 16   | Alexander Albon       | Williams-Mercedes       | 1 min 43 s 212 |                |                |
| 17   | Nico Hülkenberg       | Kick Sauber-Ferrari     | 1 min 43 s 217 |                |                |
| 18   | Lewis Hamilton        | Ferrari                 | 1 min 43 s 408 |                |                |
| 19   | Franco Colapinto      | Alpine-Renault          | 1 min 43 s 587 |                |                |
| 20   | Andrea Kimi Antonelli | Mercedes                | 1 min 45 s 394 |                |                |

## Sprint et qualifications pour le Grand Prix

### Course sprint, le samedi  de 12 h à 13 h
| Pos. | Pilote                | Voiture                 | Tours | Temps/Abandon                  | Grille  | Points |
| ---- | --------------------- | ----------------------- | ----- | ------------------------------ | ------- | ------ |
| 1    | Max Verstappen        | Red Bull-Honda RBPT     | 15    | 26 min 37 s 997 (236,402 km/h) | 2       | 8      |
| 2    | Oscar Piastri         | McLaren-Mercedes        | 15    | + 0 s 753                      | 1       | 7      |
| 3    | Lando Norris          | McLaren-Mercedes        | 15    | + 1 s 414                      | 3       | 6      |
| 4    | Charles Leclerc       | Ferrari                 | 15    | + 10 s 176                     | 4       | 5      |
| 5    | Esteban Ocon          | Haas-Ferrari            | 15    | + 13 s 789                     | 5       | 4      |
| 6    | Carlos Sainz          | Williams-Mercedes       | 15    | + 14 s 964                     | 6       | 3      |
| 7    | Oliver Bearman        | Haas-Ferrari            | 15    | + 18 s 610                     | 7       | 2      |
| 8    | Isack Hadjar          | Racing Bulls-Honda RBPT | 15    | + 19 s 119                     | 9       | 1      |
| 9    | Gabriel Bortoleto     | Kick Sauber-Ferrari     | 15    | + 22 s 183                     | 10      |        |
| 10   | Liam Lawson           | Racing Bulls-Honda RBPT | 15    | + 22 s 897                     | 11      |        |
| 11   | Yuki Tsunoda          | Red Bull-Honda RBPT     | 15    | + 24 s 551                     | 12      |        |
| 12   | George Russell        | Mercedes                | 15    | + 25 s 969                     | 13      |        |
| 13   | Lance Stroll          | Aston Martin-Mercedes   | 15    | + 26 s 595                     | 15      |        |
| 14   | Fernando Alonso       | Aston Martin-Mercedes   | 15    | + 29 s 046                     | 14      |        |
| 15   | Lewis Hamilton        | Ferrari                 | 15    | + 30 s 175                     | 18      |        |
| 16   | Alexander Albon       | Williams-Mercedes       | 15    | + 30 s 941                     | 16      |        |
| 17   | Andrea Kimi Antonelli | Mercedes                | 15    | + 31 s 981                     | 19      |        |
| 18   | Nico Hülkenberg       | Kick Sauber-Ferrari     | 15    | + 32 s 867                     | 17      |        |
| 19   | Franco Colapinto      | Alpine-Renault          | 15    | + 38 s 072                     | Pitlane |        |
| 20   | Pierre Gasly          | Alpine-Renault          | 12    | Abandon                        | Pitlane |        |

### Qualifications, le samedi de 16 h à 17 h
| Pos. | Pilote                | Écurie                  | Qualifications 1 | Qualifications 2 | Qualifications 3 |
| --- | --------------------- | ----------------------- | ---------------- | ---------------- | ---------------- |
| 1 | Lando Norris          | McLaren-Mercedes        | 1 min 41 s 101   | 1 min 40 s 715   | 1 min 40 s 562   |
| 2 | Oscar Piastri         | McLaren-Mercedes        | 1 min 41 s 201   | 1 min 40 s 626   | 1 min 40 s 647   |
| 3 | Charles Leclerc       | Ferrari                 | 1 min 41 s 635   | 1 min 41 s 084   | 1 min 40 s 900   |
| 4 | Max Verstappen        | Red Bull-Honda RBPT     | 1 min 41 s 334   | 1 min 40 s 951   | 1 min 40 s 903   |
| 5 | Alexander Albon       | Williams-Mercedes       | 1 min 41 s 772   | 1 min 41 s 505   | 1 min 41 s 201   |
| 6 | George Russell        | Mercedes                | 1 min 41 s 784   | 1 min 41 s 254   | 1 min 41 s 260   |
| 7 | Yuki Tsunoda          | Red Bull-Honda RBPT     | 1 min 41 s 840   | 1 min 41 s 245   | 1 min 41 s 284   |
| 8 | Isack Hadjar          | Racing Bulls-Honda RBPT | 1 min 41 s 572   | 1 min 41 s 281   | 1 min 41 s 310   |
| 9 | Liam Lawson           | Racing Bulls-Honda RBPT | 1 min 41 s 748   | 1 min 41 s 297   | 1 min 41 s 328   |
| 10 | Gabriel Bortoleto     | Kick Sauber-Ferrari     | 1 min 41 s 908   | 1 min 41 s 336   | 1 min 41 s 387   |
| 11 | Esteban Ocon          | Haas-Ferrari            | 1 min 41 s 884   | 1 min 41 s 525   |                  |
| 12 | Oliver Bearman        | Haas-Ferrari            | 1 min 41 s 617   | 1 min 41 s 617   |                  |
| 13 | Pierre Gasly          | Alpine-Renault          | 1 min 41 s 800   | 1 min 41 s 633   |                  |
| 14 | Nico Hülkenberg       | Kick Sauber-Ferrari     | 1 min 41 s 844   | 1 min 41 s 707   |                  |
| 15 | Carlos Sainz          | Williams-Mercedes       | 1 min 41 s 691   | 1 min 41 s 758   |                  |
| 16 | Lewis Hamilton        | Ferrari                 | 1 min 41 s 939   |                  |                  |
| 17 | Franco Colapinto      | Alpine-Renault          | 1 min 42 s 022   |                  |                  |
| 18 | Andrea Kimi Antonelli | Mercedes                | 1 min 42 s 139   |                  |                  |
| 19 | Fernando Alonso       | Aston Martin-Mercedes   | 1 min 42 s 385   |                  |                  |
| 20 | Lance Stroll          | Aston Martin-Mercedes   | 1 min 42 s 502   |                  |                  |
| Temps minimal à réaliser pour la qualification : 1 min 48 s 080 (107 % du meilleur temps en Q1 : 1 min 41 s 010) |                       |                         |                  |                  |                  |

### Grille de départ
- Carlos Sainz Jr., auteur du quinzième temps, est pénalisé d'un départ depuis la voie des stands après que ses mécaniciens ont apporté des modifications aux réglages mécaniques et aérodynamiques de sa monoplace sous le régime du parc fermé[10] ;
- Lewis Hamilton, auteur du seizième temps, est pénalisé d'un départ depuis la voie des stands après que ses mécaniciens ont procédé au changement du moteur de sa monoplace sous le régime du parc fermé[11] ;
- Andrea Kimi Antonelli, auteur du dix-huitième temps, est pénalisé d'un départ depuis la voie des stands après que ses mécaniciens ont procédé au changement du moteur, du turbocompresseur, du MGU-H et du MGU-K sous le régime du parc fermé[12] ;
- Fernando Alonso, auteur du dix-neuvième temps, est pénalisé d'un départ depuis la voie des stands après que ses mécaniciens ont procédé au changement du moteur, du turbocompresseur, du MGU-H et du MGU-K sous le régime du parc fermé[13].

## Course

### Classement de la course
| Pos. | no | Pilote                | Écurie                  | Tours | Temps/Abandon                      | Grille  | Points |
| ---- | -- | --------------------- | ----------------------- | ----- | ---------------------------------- | ------- | ------ |
| 1    | 81 | Oscar Piastri         | McLaren-Mercedes        | 44    | 1 h 25 min 22 s 601 (216,489 km/h) | 2       | 25     |
| 2    | 4  | Lando Norris          | McLaren-Mercedes        | 44    | + 3 s 415                          | 1       | 18     |
| 3    | 16 | Charles Leclerc       | Ferrari                 | 44    | + 20 s 185                         | 3       | 15     |
| 4    | 1  | Max Verstappen        | Red Bull-Honda RBPT     | 44    | + 21 s 731                         | 4       | 12     |
| 5    | 63 | George Russell        | Mercedes                | 44    | + 34 s 863                         | 6       | 10     |
| 6    | 23 | Alexander Albon       | Williams-Mercedes       | 44    | + 39 s 926                         | 5       | 8      |
| 7    | 44 | Lewis Hamilton        | Ferrari                 | 44    | + 40 s 679                         | Pitlane | 6      |
| 8    | 30 | Liam Lawson           | Racing Bulls-Honda RBPT | 44    | + 52 s 033                         | 9       | 4      |
| 9    | 5  | Gabriel Bortoleto     | Kick Sauber-Ferrari     | 44    | + 56 s 434                         | 10      | 2      |
| 10   | 10 | Pierre Gasly          | Alpine-Renault          | 44    | + 1 min 12 s 714                   | 13      | 1      |
| 11   | 22 | Oliver Bearman        | Haas-Ferrari            | 44    | + 1 min 13 s 145                   | 12      |        |
| 12   | 87 | Nico Hülkenberg       | Kick Sauber-Ferrari     | 44    | + 1 min 13 s 628                   | 14      |        |
| 13   | 27 | Yuki Tsunoda          | Red Bull-Honda RBPT     | 44    | + 1 min 15 s 395                   | 7       |        |
| 14   | 18 | Lance Stroll          | Aston Martin-Mercedes   | 44    | + 1 min 19 s 831                   | 16      |        |
| 15   | 31 | Esteban Ocon          | Haas-Ferrari            | 44    | + 1 min 26 s 063                   | 11      |        |
| 16   | 12 | Andrea Kimi Antonelli | Mercedes                | 44    | + 1 min 26 s 721                   | Pitlane |        |
| 17   | 14 | Fernando Alonso       | Aston Martin-Mercedes   | 44    | + 1 min 27 s 924                   | Pitlane |        |
| 18   | 55 | Carlos Sainz          | Williams-Mercedes       | 44    | + 1 min 32 s 024                   | Pitlane |        |
| 19   | 43 | Franco Colapinto      | Alpine-Renault          | 44    | + 1 min 35 s 250                   | 15      |        |
| 20   | 6  | Isack Hadjar          | Racing Bulls-Honda RBPT | 43    | + 1 tour                           | 8       |        |

### Pole position et record du tour
- Pole position :  Lando Norris (McLaren-Mercedes) en 1 min 40 s 562 (250,735 km/h)[15].
- Meilleur tour en course :  Andrea Kimi Antonelli (Mercedes) en 1 min 44 s 861 (240,455 km/h) au trente-deuxième tour[16].

### Tours en tête
- Oscar Piastri (McLaren-Mercedes) : 38 tours (5-11 / 14-44)[17] ;
- Lando Norris (McLaren-Mercedes) : 6 tours (1-4 / 12-13).

## Classements généraux à l'issue de la course
| Pos. | Pilote                | Écurie                  | Points |
| ---- | --------------------- | ----------------------- | ------ |
| 1    | Oscar Piastri         | McLaren-Mercedes        | 266    |
| 2    | Lando Norris          | McLaren-Mercedes        | 250    |
| 3    | Max Verstappen        | Red Bull-Honda RBPT     | 185    |
| 4    | George Russell        | Mercedes                | 157    |
| 5    | Charles Leclerc       | Ferrari                 | 139    |
| 6    | Lewis Hamilton        | Ferrari                 | 109    |
| 7    | Andrea Kimi Antonelli | Mercedes                | 63     |
| 8    | Alexander Albon       | Williams-Mercedes       | 54     |
| 9    | Nico Hülkenberg       | Kick Sauber-Ferrari     | 37     |
| 10   | Esteban Ocon          | Haas-Ferrari            | 27     |
| 11   | Isack Hadjar          | Racing Bulls-Honda RBPT | 22     |
| 12   | Lance Stroll          | Aston Martin-Mercedes   | 20     |
| -    | Pierre Gasly          | Alpine-Renault          | 20     |
| 14   | Fernando Alonso       | Aston Martin-Mercedes   | 16     |
| -    | Carlos Sainz          | Williams-Mercedes       | 16     |
| -    | Liam Lawson           | Red Bull-Honda RBPT     | 16     |
| 17   | Yuki Tsunoda          | Red Bull-Honda RBPT     | 10     |
| 18   | Oliver Bearman        | Haas-Ferrari            | 8      |
| 19   | Gabriel Bortoleto     | Kick Sauber-Ferrari     | 6      |

| Pos. | Écurie                  | Points |
| ---- | ----------------------- | ------ |
| 1    | McLaren-Mercedes        | 516    |
| 2    | Ferrari                 | 248    |
| 3    | Mercedes                | 220    |
| 4    | Red Bull                | 192    |
| 5    | Williams-Mercedes       | 70     |
| 6    | Kick Sauber-Ferrari     | 43     |
| 7    | Racing Bulls-Honda RBPT | 41     |
| 8    | Aston Martin-Mercedes   | 36     |
| 9    | Haas-Ferrari            | 35     |
| 10   | Alpine-Renault          | 20     |

## Statistiques
Le Grand Prix de Belgique 2025 représente :
- la 13e pole position pour Lando Norris, sa quatrième de la saison[19] ;
- la 8e victoire d'Oscar Piastri, sa sixième de la saison[20] ;
- la 199e victoire de McLaren en tant que constructeur[21] ;
- la 233e victoire de Mercedes en tant que motoriste[22] ;
- le 55e doublé de McLaren, le troisième consécutif[23] ;
- le 100e départ en Grand Prix de Yuki Tsunoda[24].

Au cours de ce Grand Prix :
- Max Verstappen passe la barre des 3 200 points inscrits en Formule 1 (3 208,5 points)[25] ;
- Lewis Hamilton est élu « pilote du jour » à l'issue d'un vote organisé sur le site officiel de la Formule 1[26] ;
- Vitantonio Liuzzi (80 départs en Grands Prix entre 2005 et 2011, 26 points inscrits) est nommé conseiller par la FIA pour aider dans leurs jugements le groupe des commissaires de course[27].